# 蒙怜路
蒙怜路，元朝时设置的路。
至元二十七年（1290年）置，治所在今缅甸勐卯西。属云南等处行中书省。明朝洪武十五年（1382年），改为蒙怜府，后并入木邦府。 